# World Football Elo Ratings
|  | Denne artikel omhandler ratingsystemet i fodbold. Elo kan også henvise til andre artikler, se Elo. |
World Football Elo Ratings (Elo bliver ofte udtalt E-L-O selvom det ikke er et akronym) er et ratingsystem for herrelandshold i fodbold. Metoden til at rangere holdene er baseret på Elo-rating-systemet, men den er modificeret for at tage højde for specielle fodbold-variabler med i opgørelsen. Elo skal ikke forveksles med den mere benyttede FIFA's verdensrangliste, som er et rangeringssystem brugt af FIFA.
Elo-rangeringen tager resultaterne for alle internationale "A" kampe med i opgørelsen. Rangeringen udtrykker godt et holds sande styrke i forhold til dets modstandere efter omkring 30 kampe. Rangeringen for hold med mindre end 30 kampe anses derfor for at være midlertidig.